# KZD-85

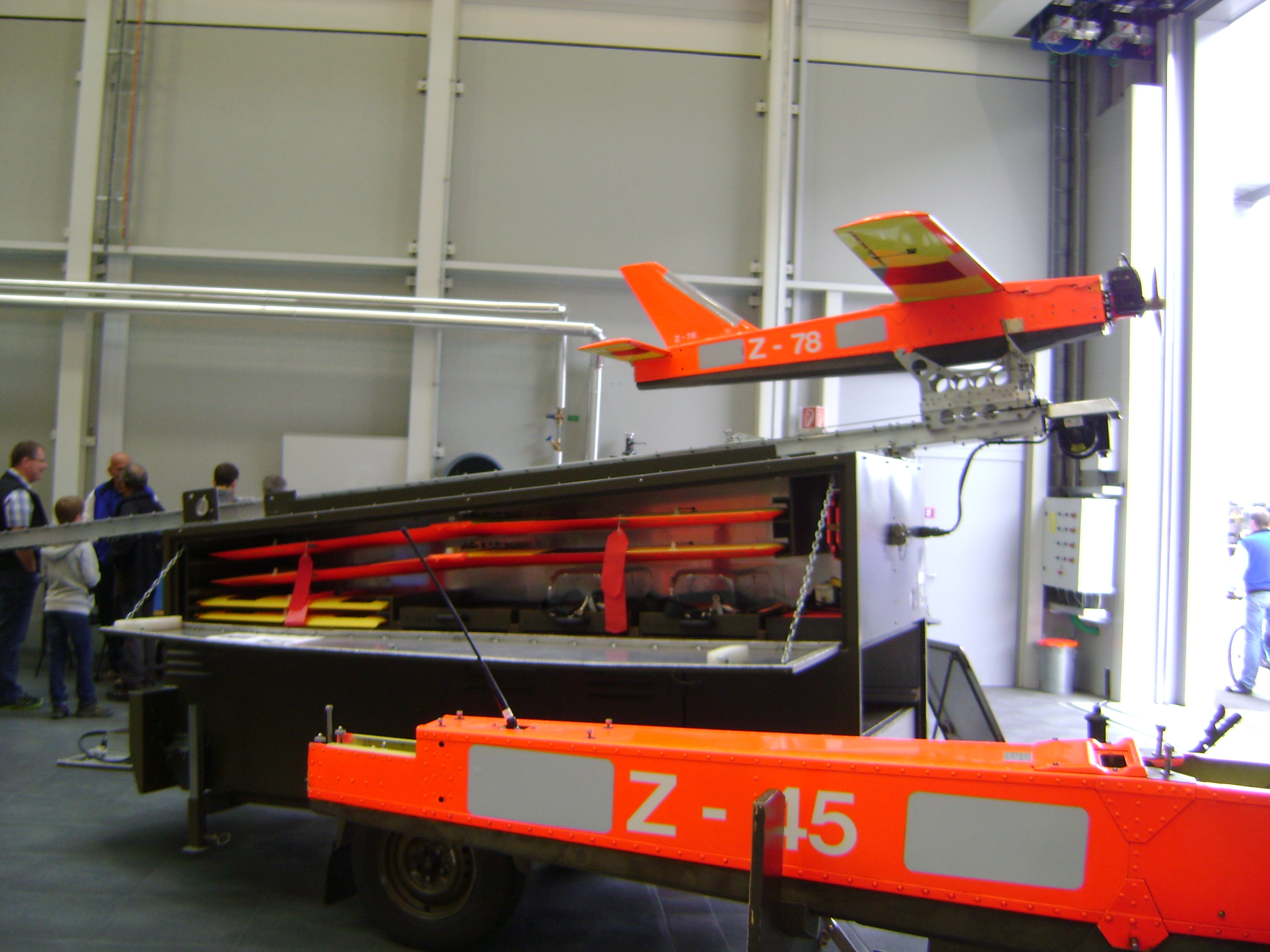
KZD-85 et sa catapulte au hangar

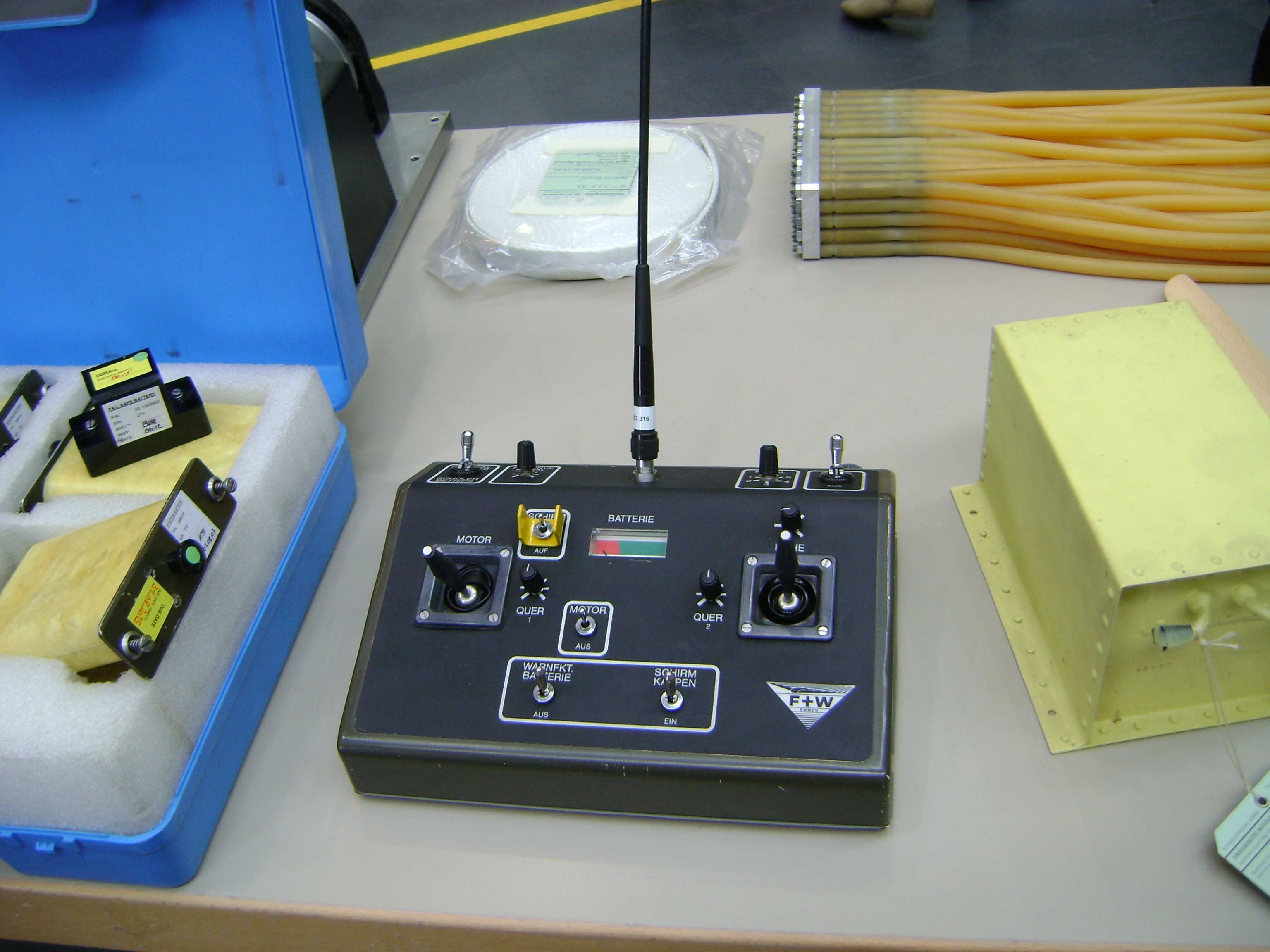
Télécommande du KZD-85

KZD-85 est un système de drone cible aérien qui a été conçu par Farner AG Grenchen. L'entreprise aérospatiale RUAG Aviation en est désormais responsable. KZD-85 est l'acronyme allemand de Klein Ziel Drohne (petit drone cible).

## Description
Le KZD-85 utilise un lanceur compact et un système d'atterrissage basé sur un parachute qui permet à l'UAV d'atterrir presque n'importe où. Des atterrissages glissants sur l'herbe ou la neige sont également possibles. Il est utilisé comme cible d'entraînement (pour viser, mais pas pour tirer) pour le Oerlikon 35 mm, le FIM-92 Stinger et le missile Rapier. Il n'y a pas de capteurs intégrés ; les "coups" sont déterminés par la réflexion de la surface du laser par le dispositif cible.